# Anneau Bleu

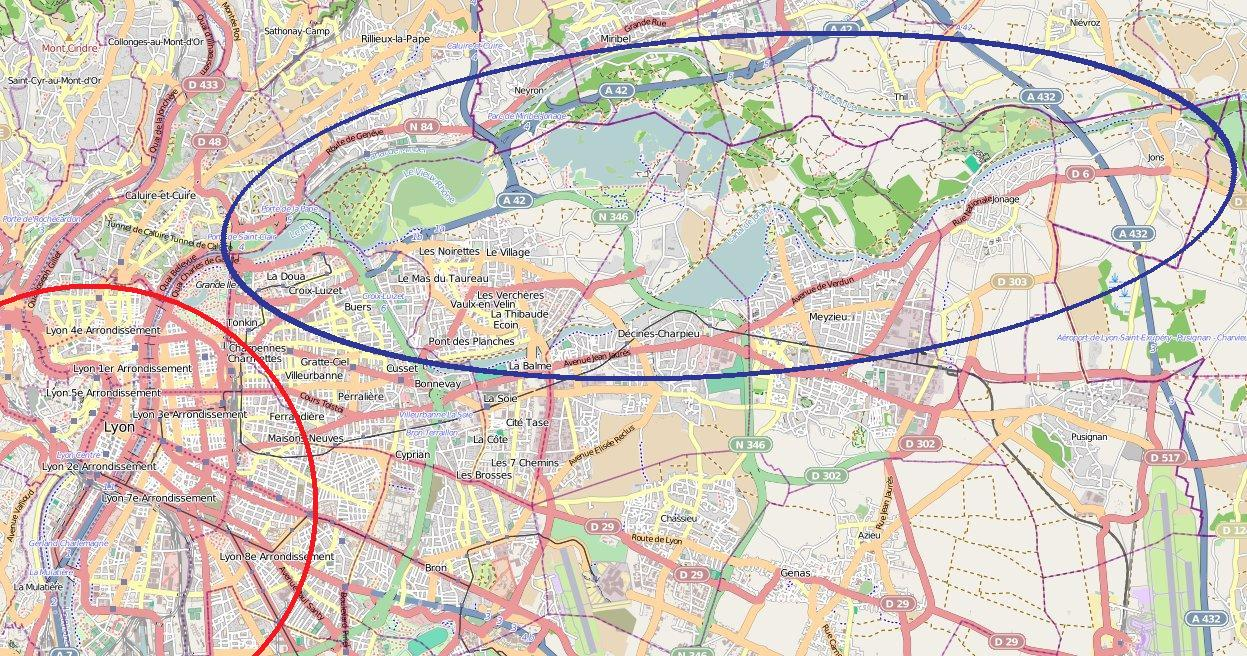
Mise en évidence de l'« anneau bleu », périmètre du projet éponyme. Le cercle rouge au Sud-Ouest représente la ville de Lyon.

Ne doit pas être confondu avec Plan bleu.
L'Anneau Bleu est un projet d'aménagement, inspiré et animé par le Grand Lyon et relatif à la gestion de l'eau. Il entre dans le cadre de l'agenda 21 du Grand Lyon.

## Présentation
Ce projet implique la mise en place d'aménagements relatifs à l'eau, situés géographiquement dans la zone (l'« anneau » ; bleu représentant la démarche relative à l'eau) entourant le Grand Parc de Miribel-Jonage. De ce fait, le projet implique des aménagements sur le canal de Miribel, le canal de Jonage, le réservoir du Grand-Large, le parc de la Feyssine, ou encore la champ de captage de Crépieux Charmy, le tout sur un territoire de plus de 3 000 hectares (le Grand Parc représente 2 200 hectares à lui seul). En termes de territoires communaux, ce projet concerne donc des communes du Grand Lyon ainsi que des communes de la Côtière de l'Ain, en particulier celles membres du Symalim.
En septembre 2008, l'Anneau Bleu impliquait plus d'une dizaine de projets spécifiques comme la requalification du pont de Miribel, l'aménagement de voies sur berges, la création de passerelles piétons-cycles, ou encore l'aménagement de la Rize.